# عیسی‌آباد (قم)
عیسی‌آباد، روستایی از توابع بخش خلجستان شهرستان قم در استان قم است.

## جمعیت
این روستا در بخش پشت گدار (محلات) قرار دارد و براساس سرشماری مرکز آمار ایران در سال ۱۳۸۵، جمعیت آن ۱۲۳ نفر (۴۷خانوار) بوده‌است.